# Siemion Garszyn
Siemion Jurjewicz Garszyn, ros. Семён Юрьевич Гаршин (ur. 20 kwietnia 1994 w Magnitogorsku) – rosyjski hokeista.

## Kariera
- MHK Gazowik Tiumeń (2010-2011)
- Mamonty Jugry Chanty-Mansyjsk (2011-2012)
- Kristałł Bierdsk (2012/2013)
- Stalnyje Lisy Magnitogorsk (2013-2014)
- Nesta Mires Toruń (2017-2018)
- KH Energa Toruń (2018-2019)
- Zagłębie Sosnowiec (2019-2020)
- Re-Plast Unia Oświęcim (2020-2021)

Wychowanek Mietałłurga Magnitogorsk. Przez cztery sezony grał w juniorskich rozgrywkach MHL. Latem 2017 został zawodnikiem polskiego klubu z Torunia (wraz z nim jego rodacy (Daniił Oriechin i Robiert Korczocha). Wraz z zespołem w 2018 awansował z I ligi do Polskiej Hokej Lidze, po czym przedłużył kontrakt. W marcu 2019 Garszyn, Oriechin i Korczocha odeszli z Torunia, po czym w maju zostali zakontraktowani w Zagłębiu Sosnowiec. Na początku stycznia 2020 wszyscy trzej odeszli z Zagłębia. W tym samym miesiącu Garszyn i Oriechin przeszli do Unii Oświęcim. W kwietniu 2020 obaj przedłużyli tam swoje kontrakty. Po sezonie 2020/2021 Garszyn odszedł z klubu.

## Sukcesy
Klubowe
- Złoty medal I ligi: 2018 z Nestą Mires Toruń
- Srebrny medal mistrzostw Polski: 2020[10] z Re-Plast Unią Oświęcim
- Finał Pucharu Polski: 2021 z Unią Oświęcim

Indywidualne
- I liga polska w hokeju na lodzie (2017/2018)[11][12]:
  - Czwarte miejsce w klasyfikacji strzelców w sezonie zasadniczym: 33 gole
  - Pierwsze miejsce w klasyfikacji asystentów w sezonie zasadniczym: 47 asyst
  - Trzecie miejsce w klasyfikacji kanadyjskiej w sezonie zasadniczym: 80 punktów
  - Szóste miejsce w klasyfikacji strzelców w fazie-play-off: 6 goli
  - Ósme miejsce w klasyfikacji asystentów w fazie-play-off: 8 asyst
  - Ósme miejsce w klasyfikacji kanadyjskiej w fazie-play-off: 14 punktów
- Polska Hokej Liga (2018/2019)[13]:
  - Drugie miejsce w klasyfikacji strzelców w sezonie zasadniczym: 26 goli
  - Dziewiąte miejsce w klasyfikacji kanadyjskiej w sezonie zasadniczym: 46 punktów